# Привет (посёлок)
Привет — поселок в Кинельском районе Самарской области в составе сельского поселения Новый Сарбай.

## География
Находится на левобережье реки Большой Кинель на расстоянии примерно 28 километров по прямой на восток-северо-восток от районного центра города Кинель.

## Население
Постоянное население составляло 20 человек (русские 100%) в 2002 году, 90 в 2010 году.